# Тюссак, Дамьен
Дамьен Тюссак (фр. Damien Tussac, родился 2 января 1988 года в Авиньоне) — немецкий регбист французского происхождения, выступающий на позиции столба.

## Биография

### Клубная карьера
Начинал игровую карьеру в «Валетт-дю-Вар», позже выступал за «Стад Тулузен» и «Альби». В сезоне 2009/2010 дебютировал за «Тулон» в Топ 14 и Европейском кубке вызова, продлив в декабре 2009 года контракт с клубом до 2013 года; 23 апреля 2011 года осуществил полноценный дебют в игре против «Перпиньяна» (победа 43:12), участвовал в Кубке Хейнекен. Позже перешёл в состав «Лидс Карнеги».
Свою карьеру Тюссак продолжал в «Монтобане» и «Кастре». 23 февраля 2018 года после медицинского обследования он завершил карьеру из-за серьёзных проблем с шейными позвонками. Тем не менее, Тюссак был признан чемпионом Франции в сезоне 2017/2018 в составе «Кастра».

### Карьера в сборной
Прабабушка Тюссака была немкой, поэтому он имел право выступать за сборную Германии. 7 февраля 2009 года он дебютировал в матче за бундестим против Грузии.